# Imminence
Imminence is een Zweedse metalcoreband uit Trelleborg die in 2010 werd opgericht.

## Geschiedenis
De band startte in 2009 met Harald Barret en zanger Eddie Berg. Een jaar later werd besloten om onder de naam Imminence verder te gaan. In 2012 kwamen ook Alex Arnoldsson en Peter Hanström bij de band.
Hun eerste ep, genaamd Born of Sirius, is uitgebracht in 2012 en werd positief ontvangen in recensies. Ze speelden dat jaar op het Metaltown Festival, een van de grootste Zweedse muziekfestivals.
In 2013 werd hun tweede ep uitgebracht, Return for Helios. De band bracht in 2014 hun debuutalbum I uit, dat werd vergezeld met een serie videoclips.

## Bandleden
- Eddie Berg - zang, viool
- Harald Barret - gitaar, zang
- Alex Arnoldsson - gitaar
- Christian Höijer - basgitaar
- Peter Hanström - drums

## Discografie

### Studioalbums
- I (2014)
- This is Goodbye (2017)
- Turn The Light On (2019)
- Heaven In Hiding (2021)
- The Black (2024)
- The Reclaimation Of I (2024)

### Ep's
- Born Of Sirius (2012)
- Return to Helios (2013)
- Mark on My Soul (2015)
- Turn The Light On (2020)

### Singles
- Wine & Water (2013)
- Mark on My Soul (2015)
- The Sickness (2015)
- Can We Give It All (2016)
- Paralyzed (2018)
- Infectious (2019)
- Saturated Soul (2019)
- Come Hell or High Water (2023)
- Desolation (2023)
- Heaven Shall Burn (2023)
- Death By A Thousand Cuts (2023)
- Continuum (2024)
- The Black (2024)